# Église Saint-Martin de Carignan-de-Bordeaux
L'église Saint-Martin est une église catholique située dans la commune de Carignan-de-Bordeaux, dans le département de la Gironde, en France. Elle est inscrite à l'Inventaire général du patrimoine culturel.

## Localisation
L'église est située au centre du bourg.

## Historique
L'église Saint-Martin, d'origine romane (XIe siècle), dont subsistent le portail et la corniche de façade du XIIe siècle, mais qui a été considérablement restaurée au XVIe siècle.
La nef, les chapelles latérales et une abside polygonale ont été refaites au XVe siècle en style gothique et voûtées en 1543.
Les meurtrières datent de l'époque des guerres de religion de la seconde moitié du XVIe siècle.
Un tremblement de terre endommage l'édifice en 1759, après quoi le sol est rehaussé et des contreforts placés le long des murs et un clocher construit. En 1791 la foudre a détruit en partie le clocher. 
Une nouvelle restauration de l'église a eu lieu entre 1885 et 1886.

### La façade occidentale

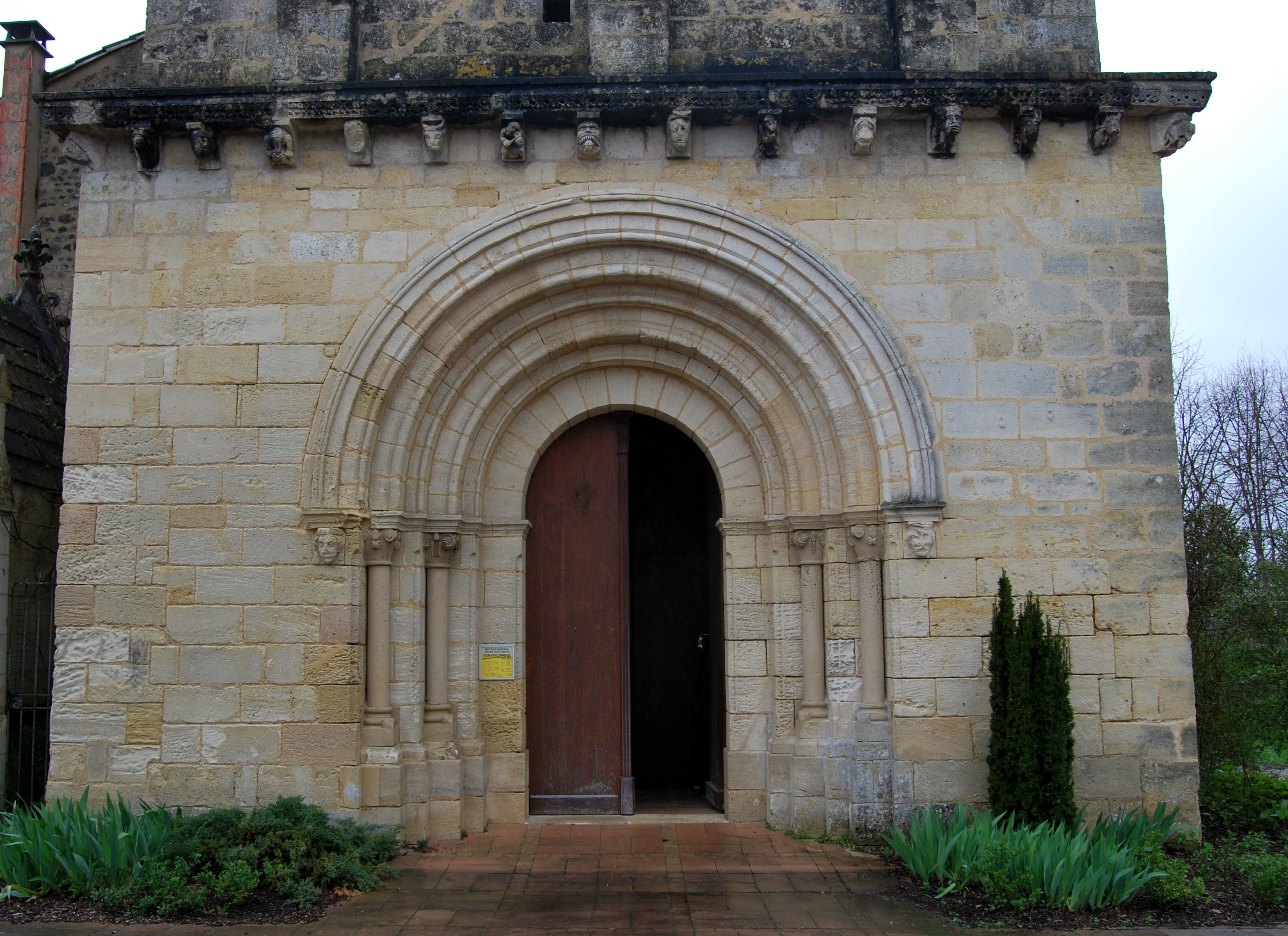
Le portail et corniche de façade

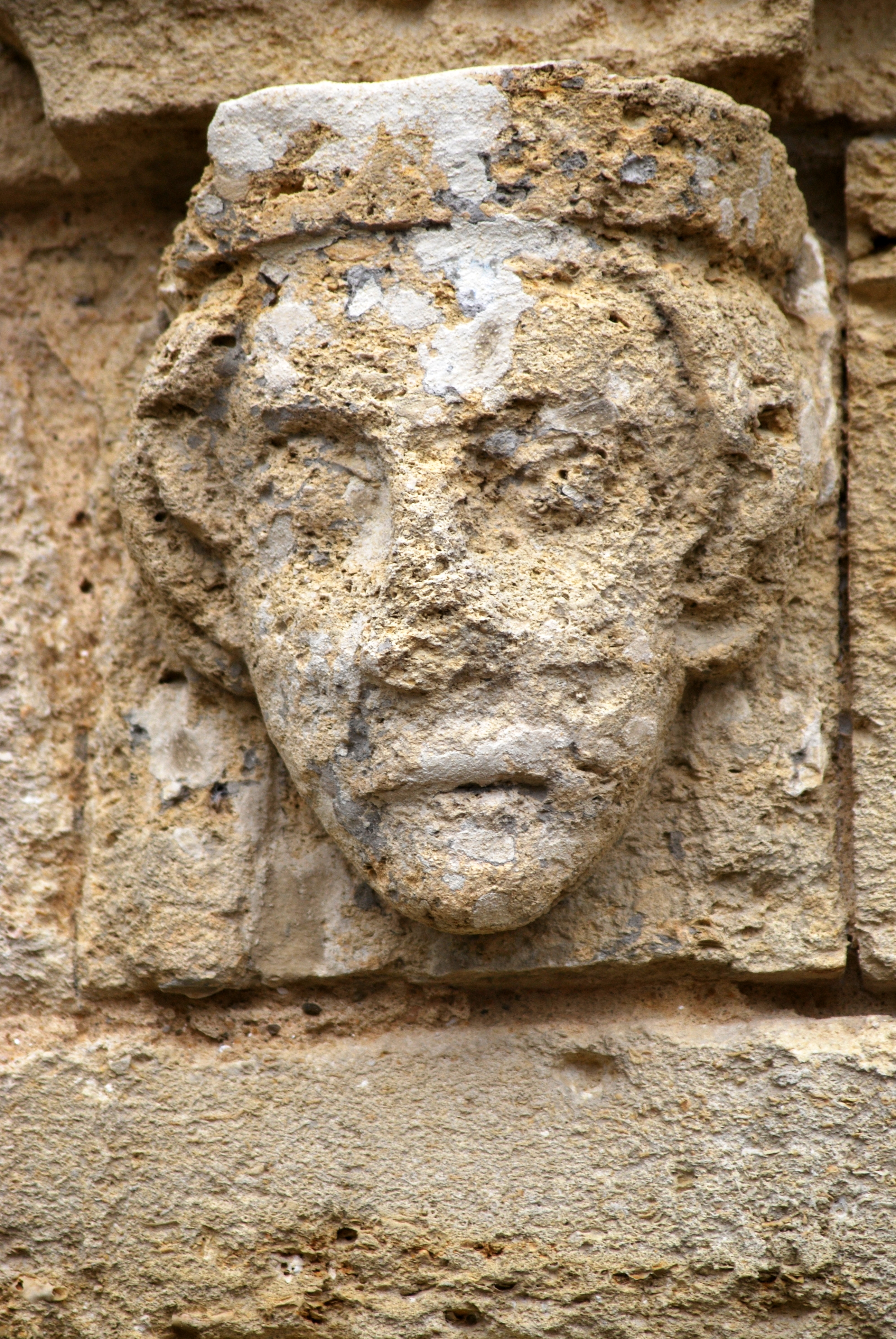
Culot nord
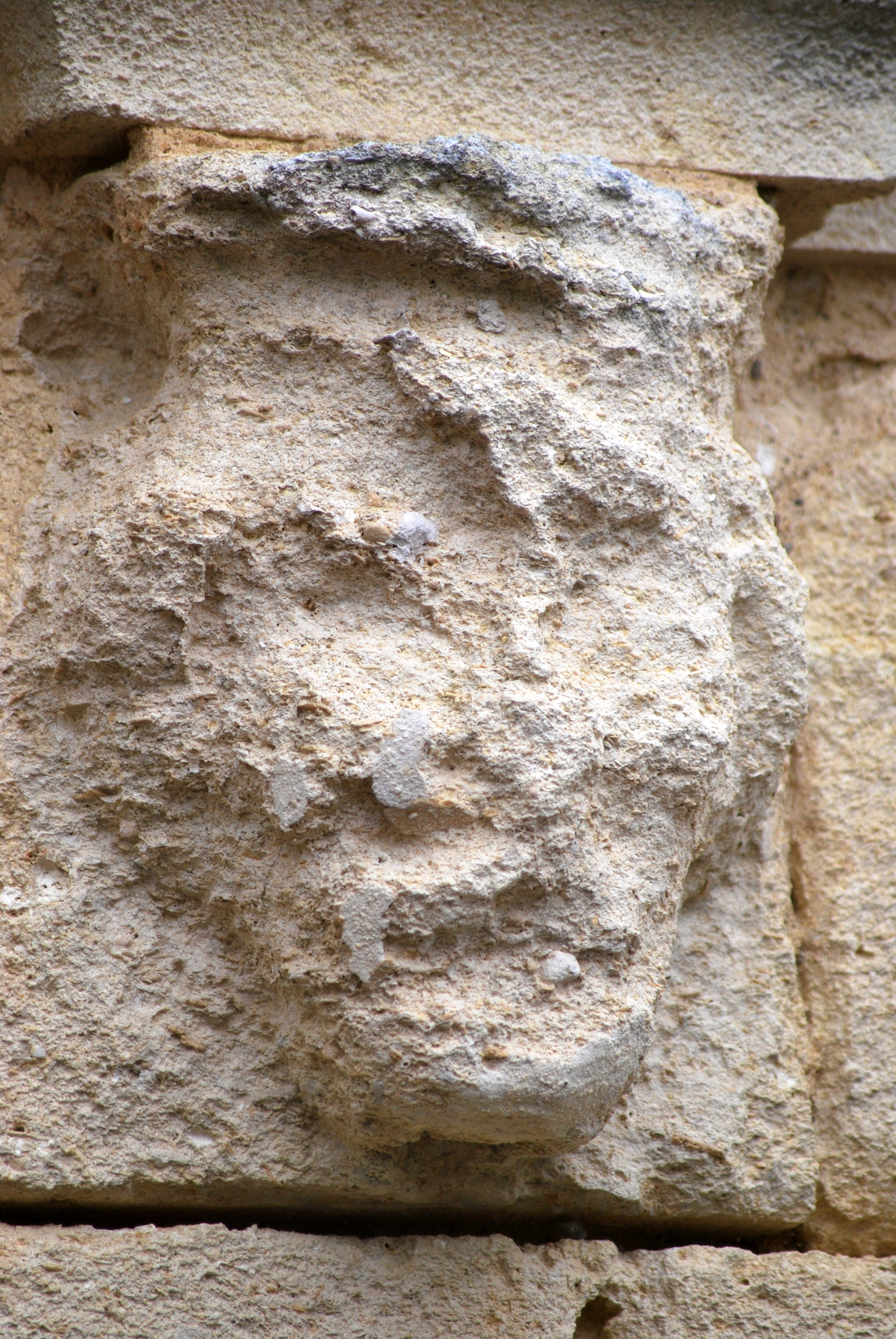
Culot sud

Le portail actuel date de la restauration du XIXe siècle, sauf pour les deux culots gothiques qui soulagent l'archivolte supérieure. Celui du sud est très érodé, mais on peut discerner le visage; celui du nord est en meilleur état.
La partie romane de l'église est la série modillonnaire pour-tournant la partie basse de l'actuel clocher. Les modillons qui n'ont pas été refaits au XIXe siècle s'inscrivent dans la tradition de l'abbaye de La Sauve-Majeure et sont à dater au milieu du XIIe siècle. Les représentations sont des figures traditionnelles de mise en garde contre la luxure.

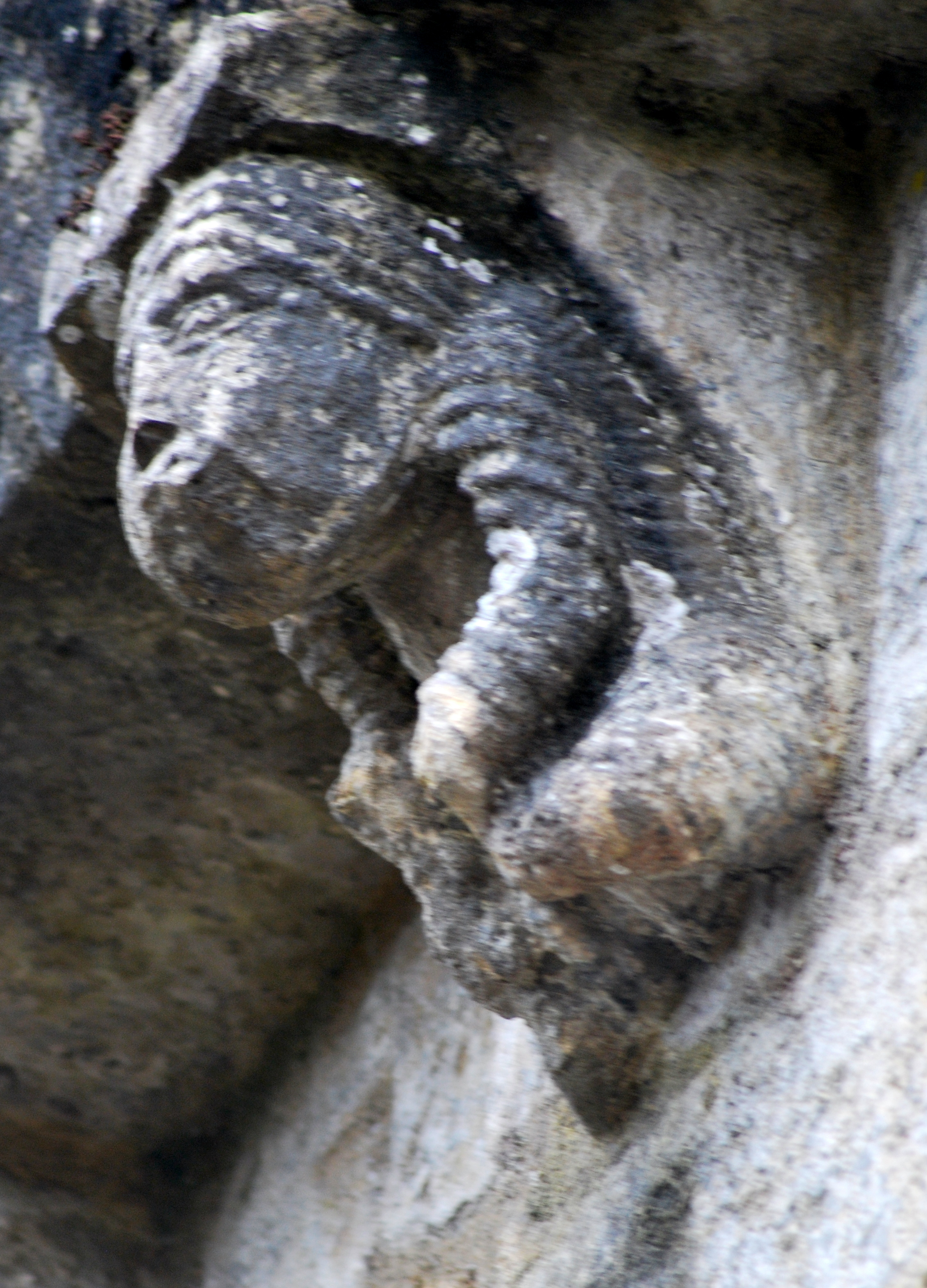
Femme
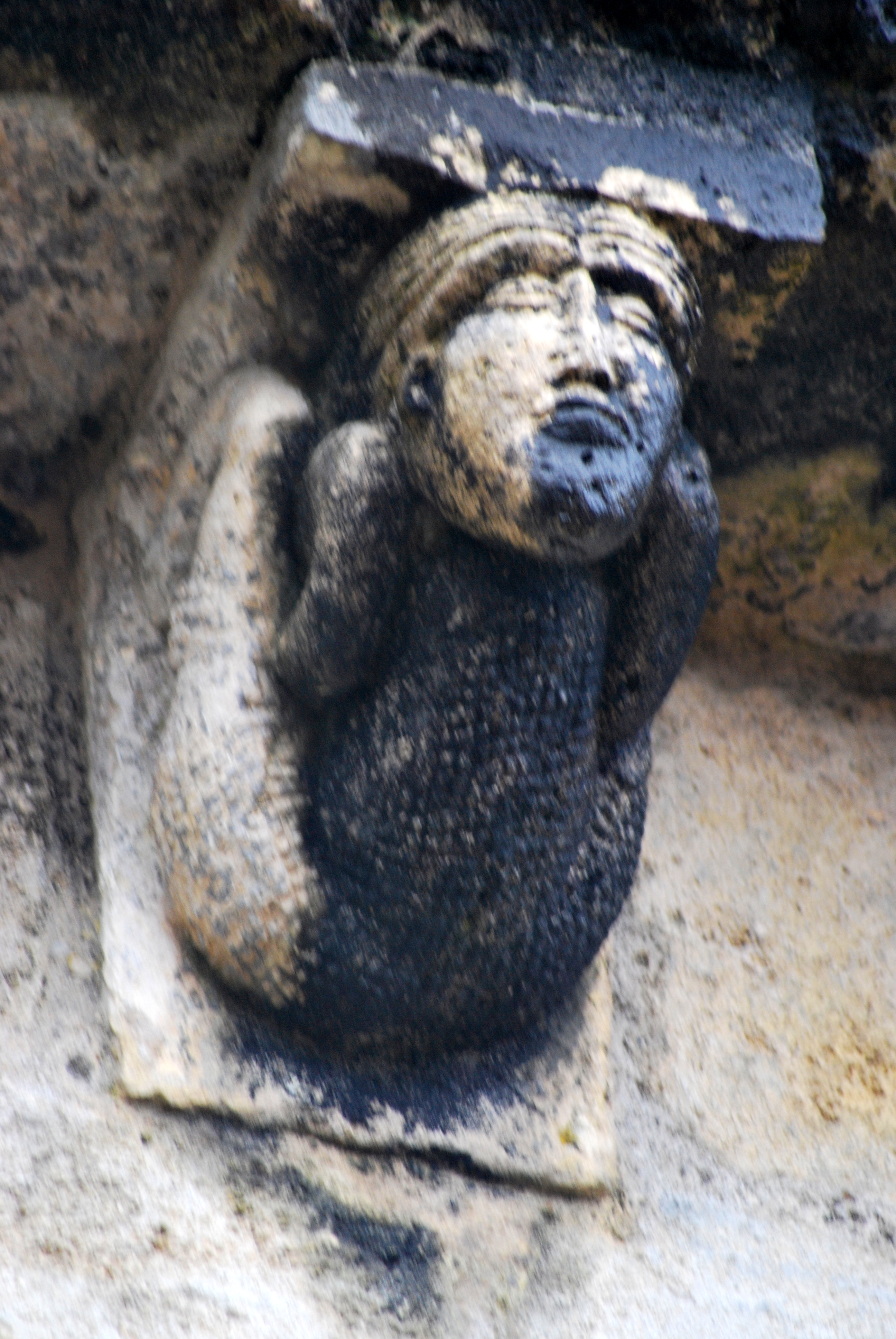
Femme exhibitionniste
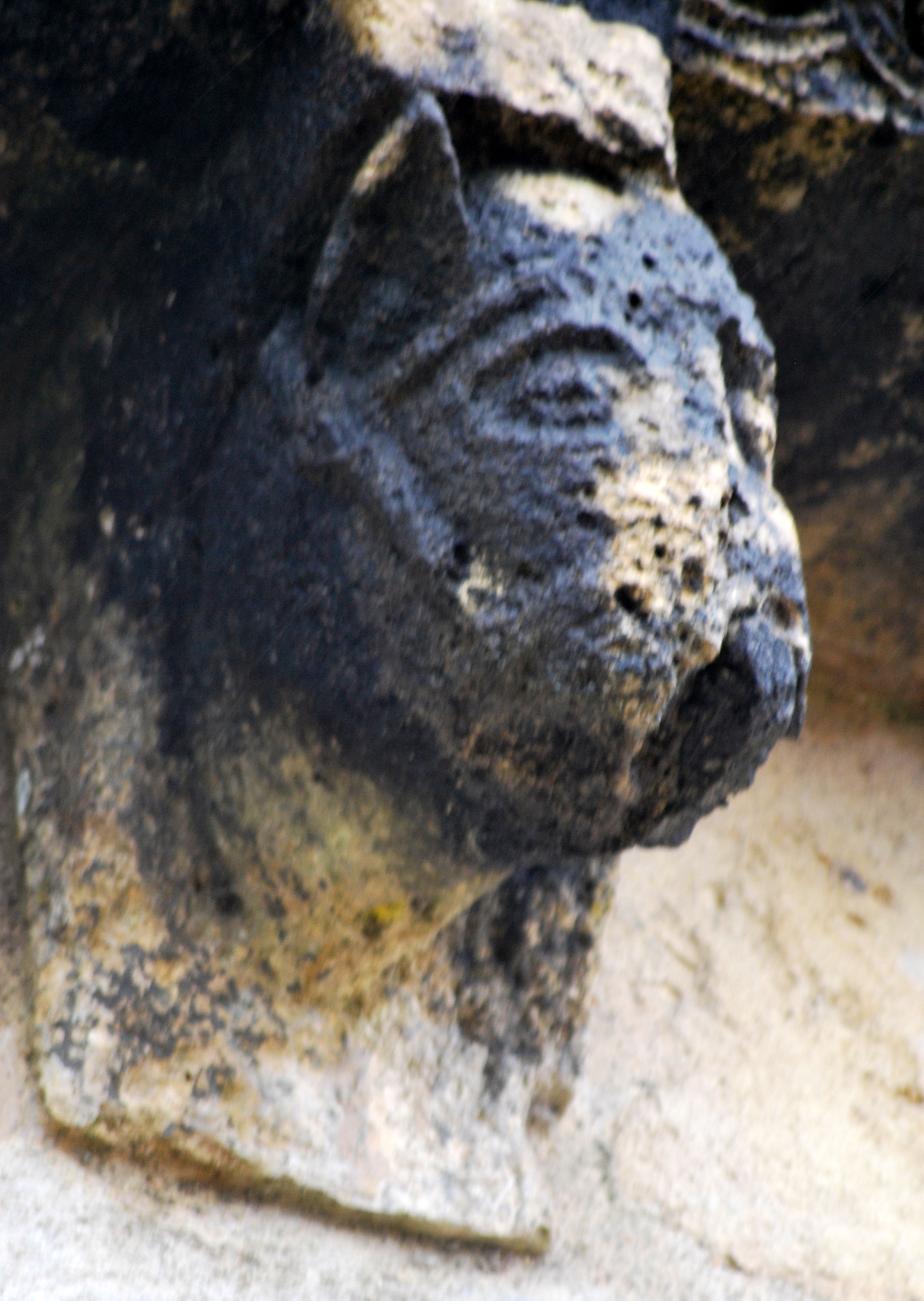
Équidé
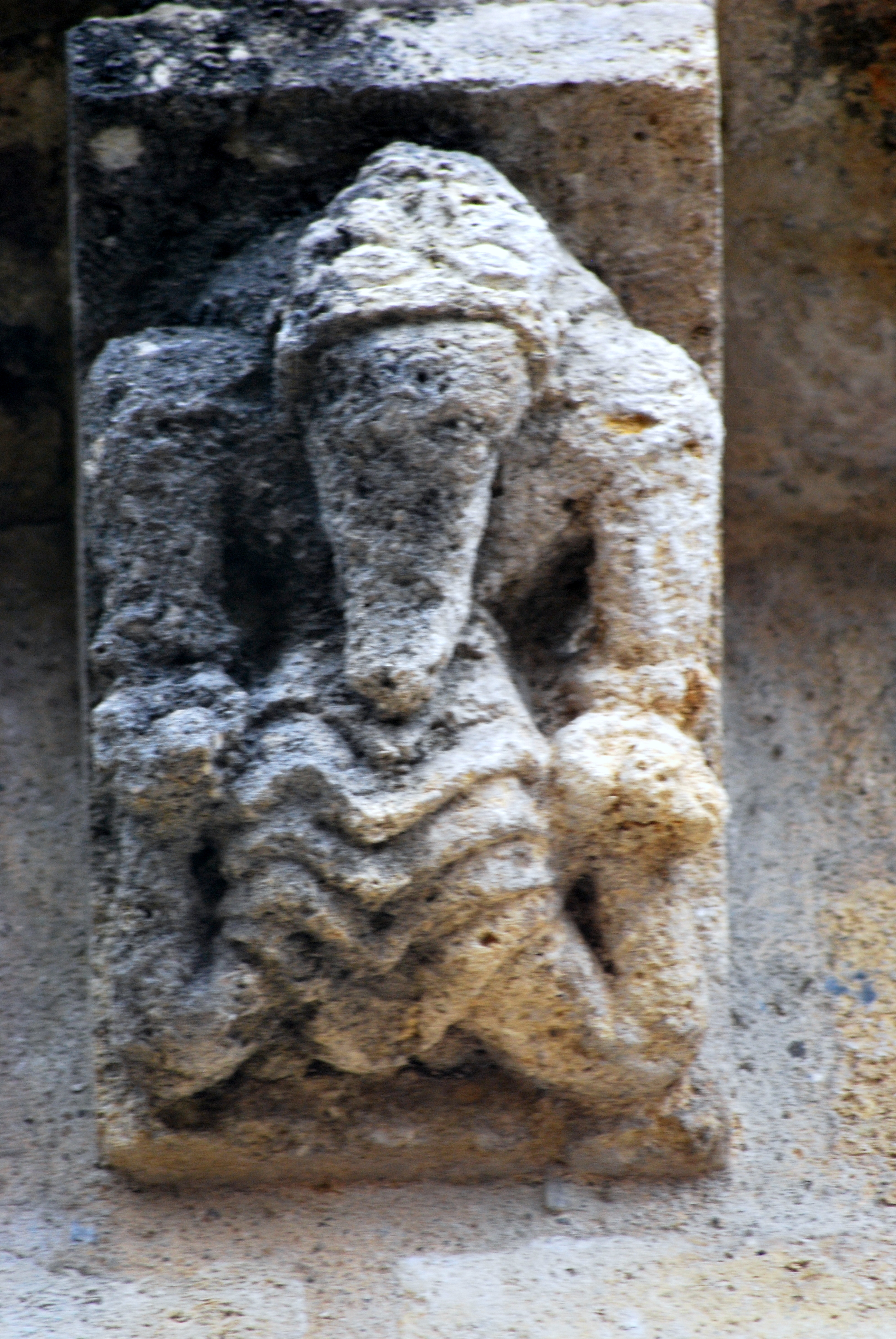
Monstre tirant sa langue
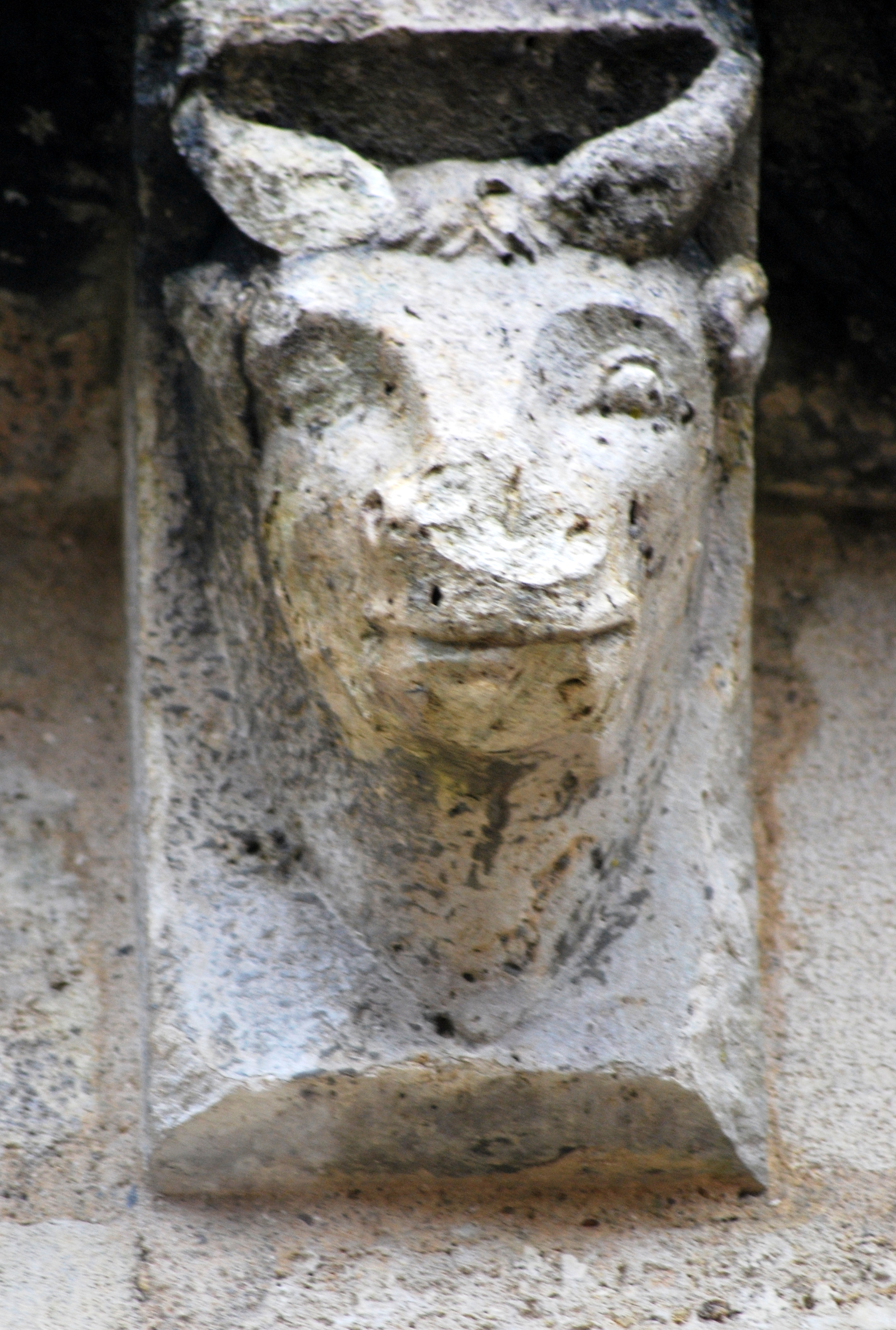
Masque de démon

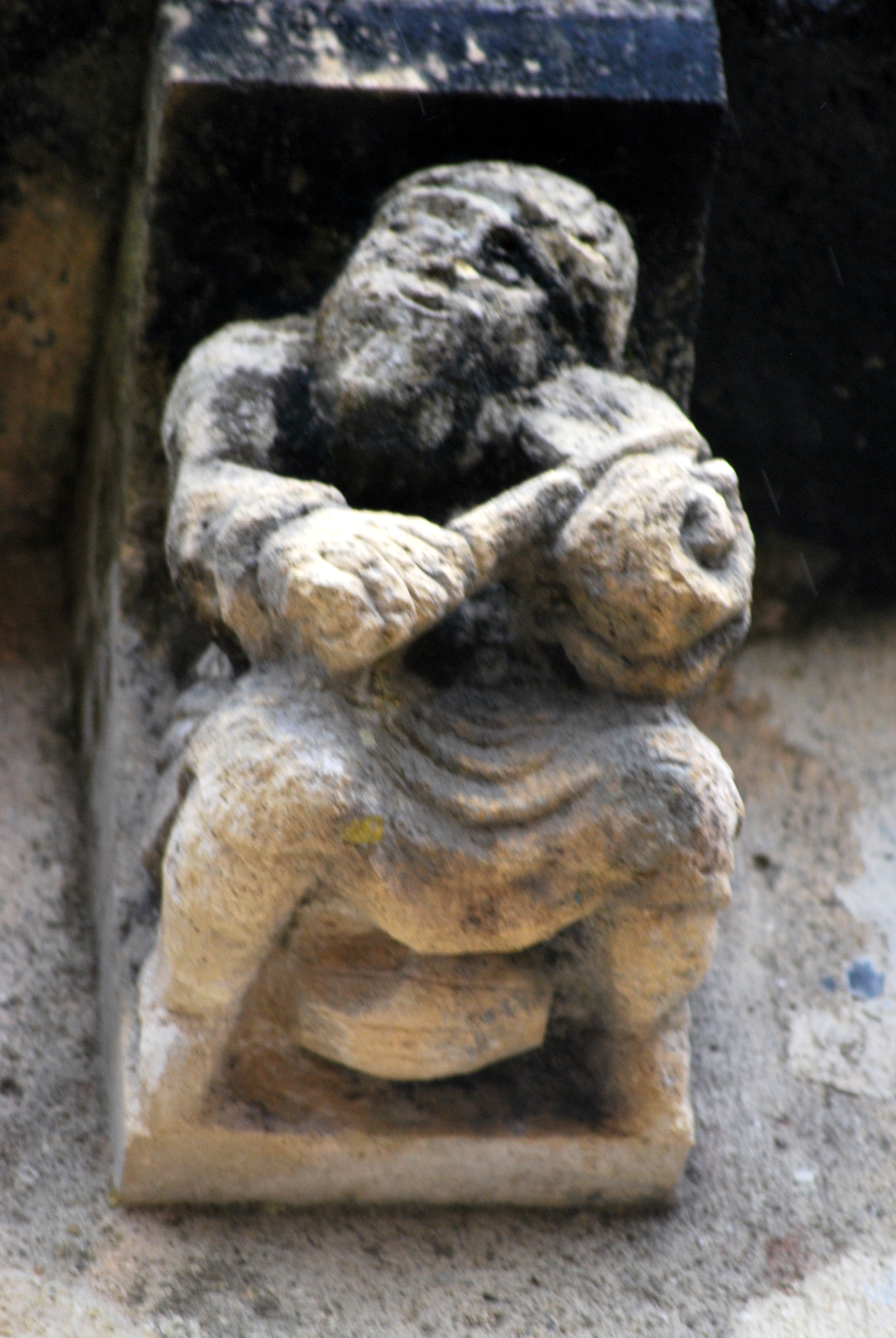
Joueur de vièle
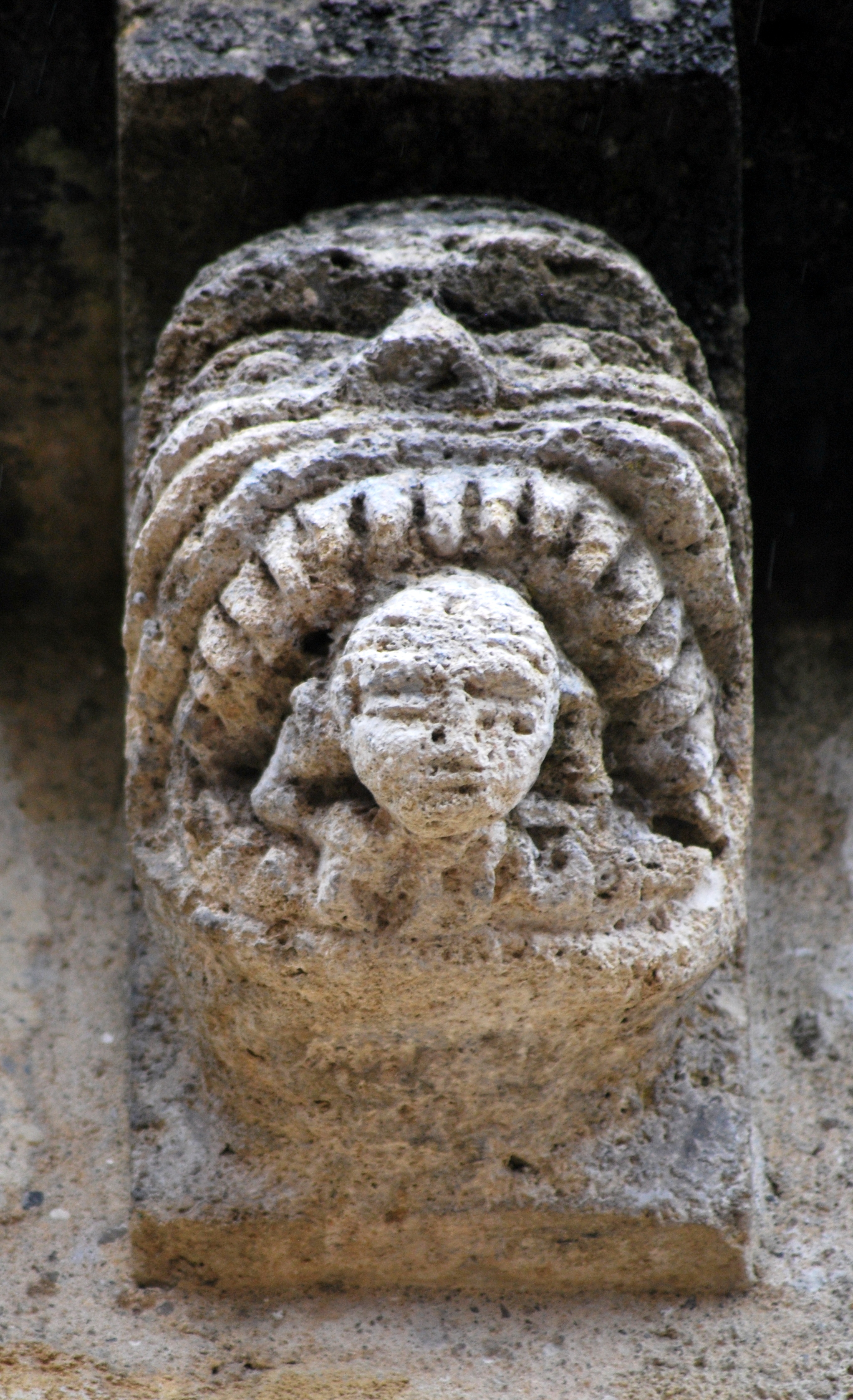
Démon mangeant l'homme
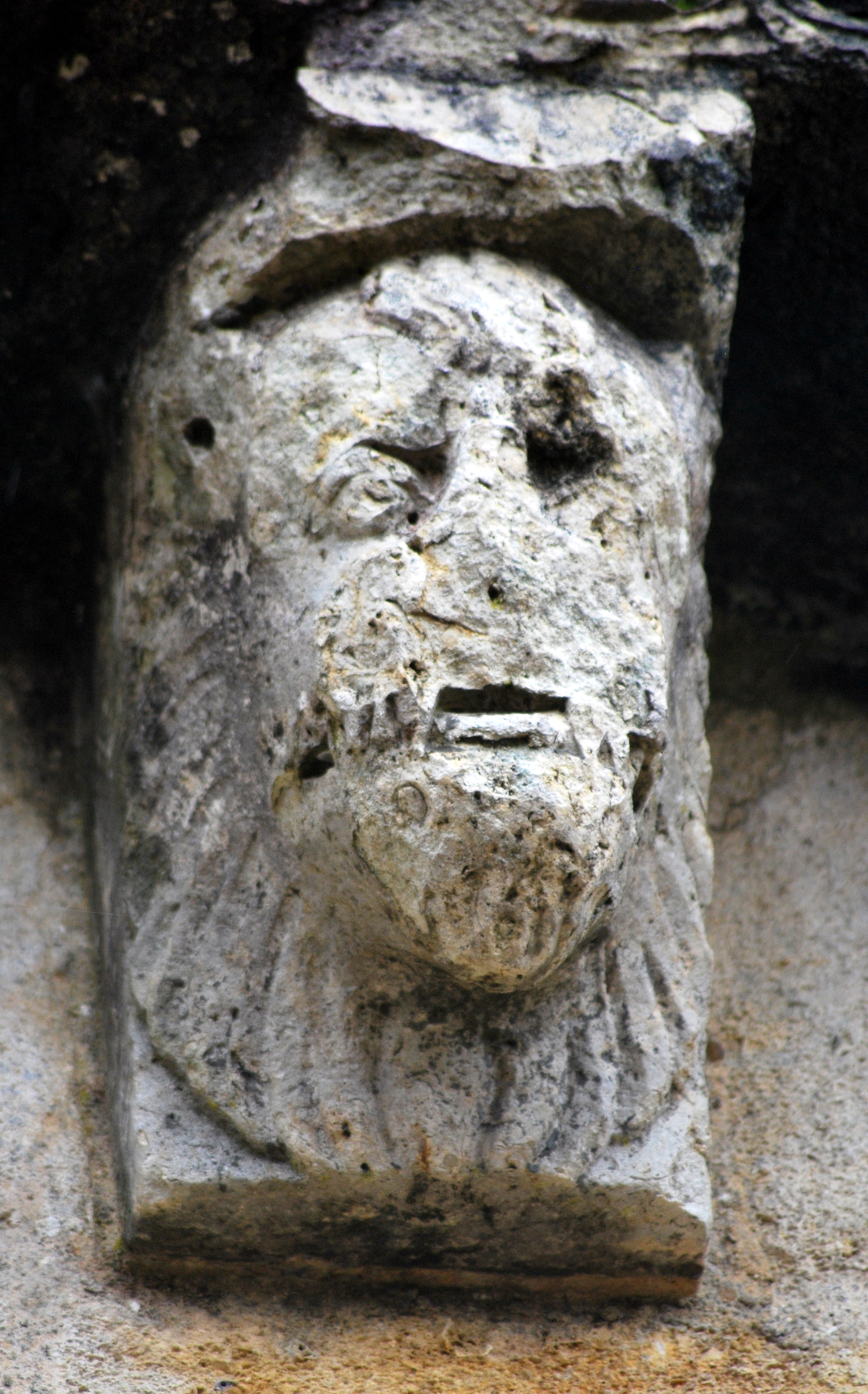
Masque de diable
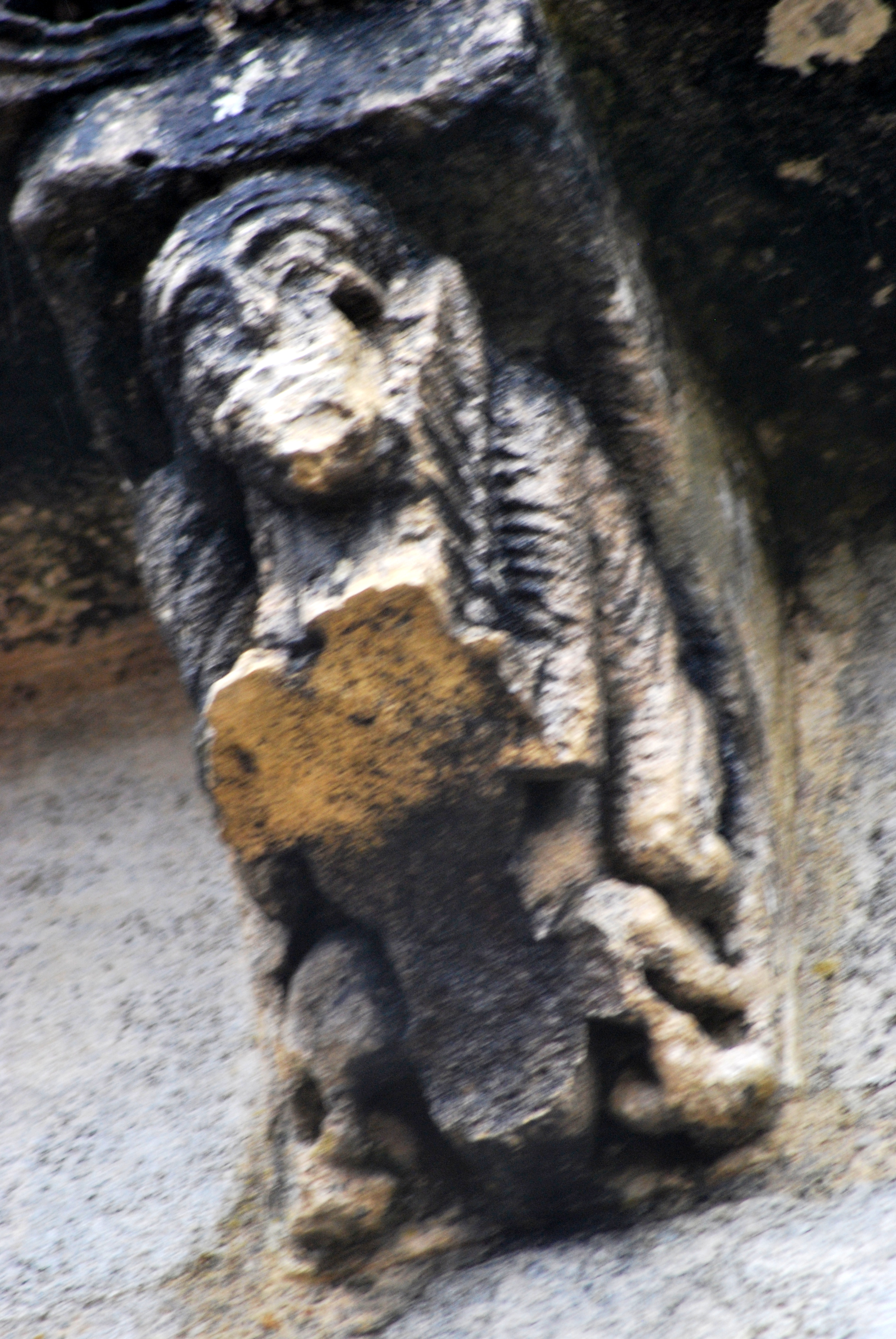
Joueur de psaltérion ithyphallique
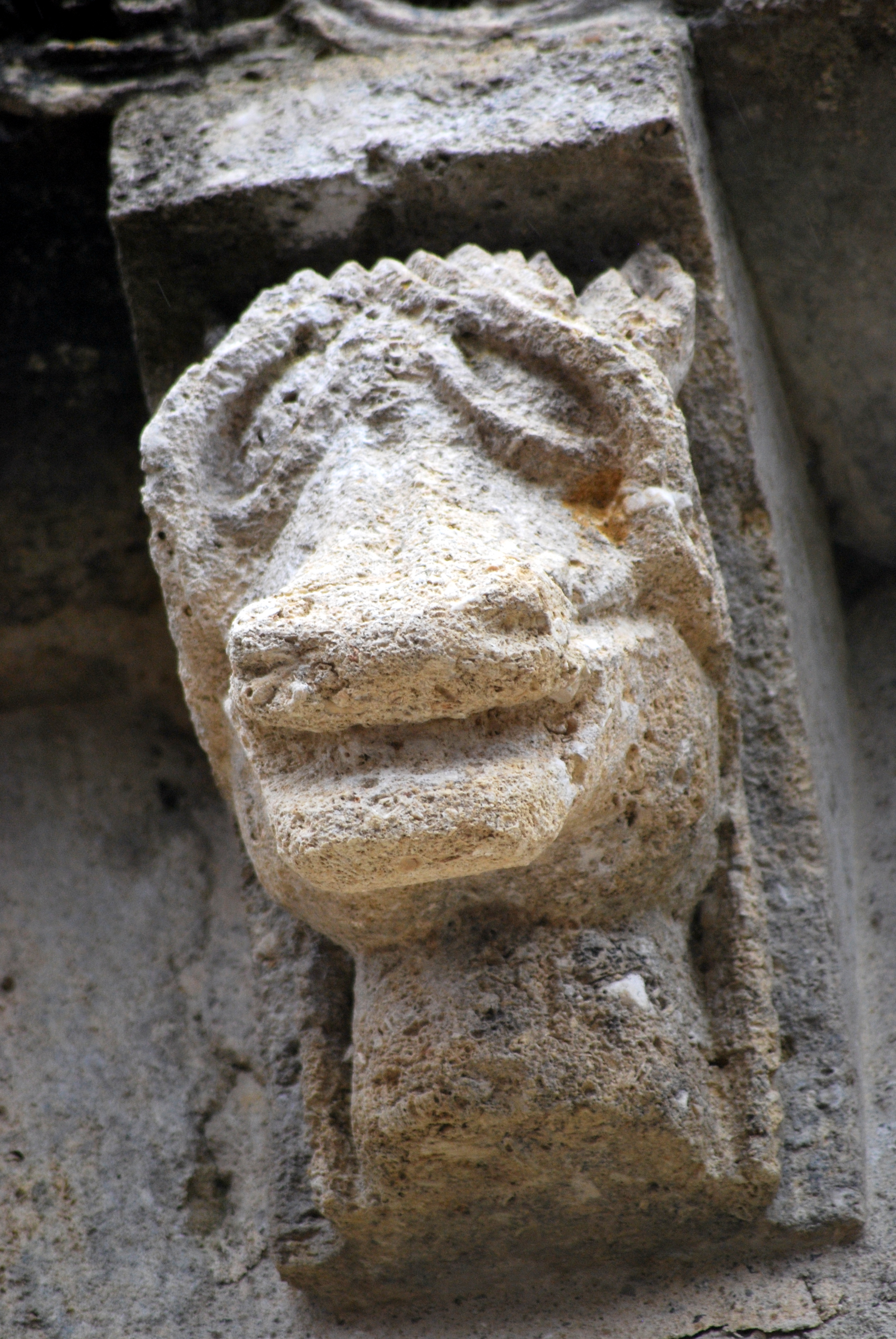
Bête tirant sa langue

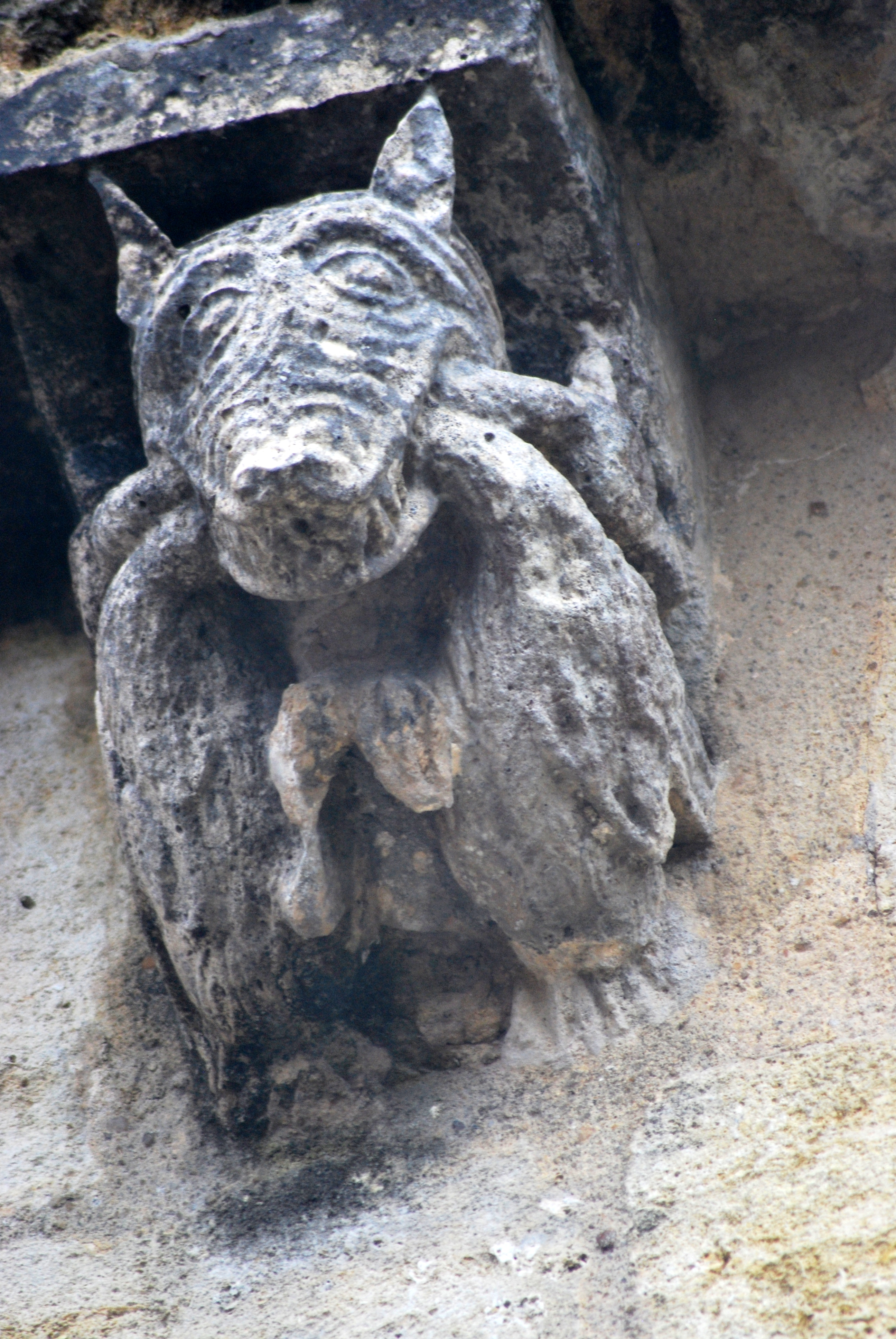
Loup tenant une proie
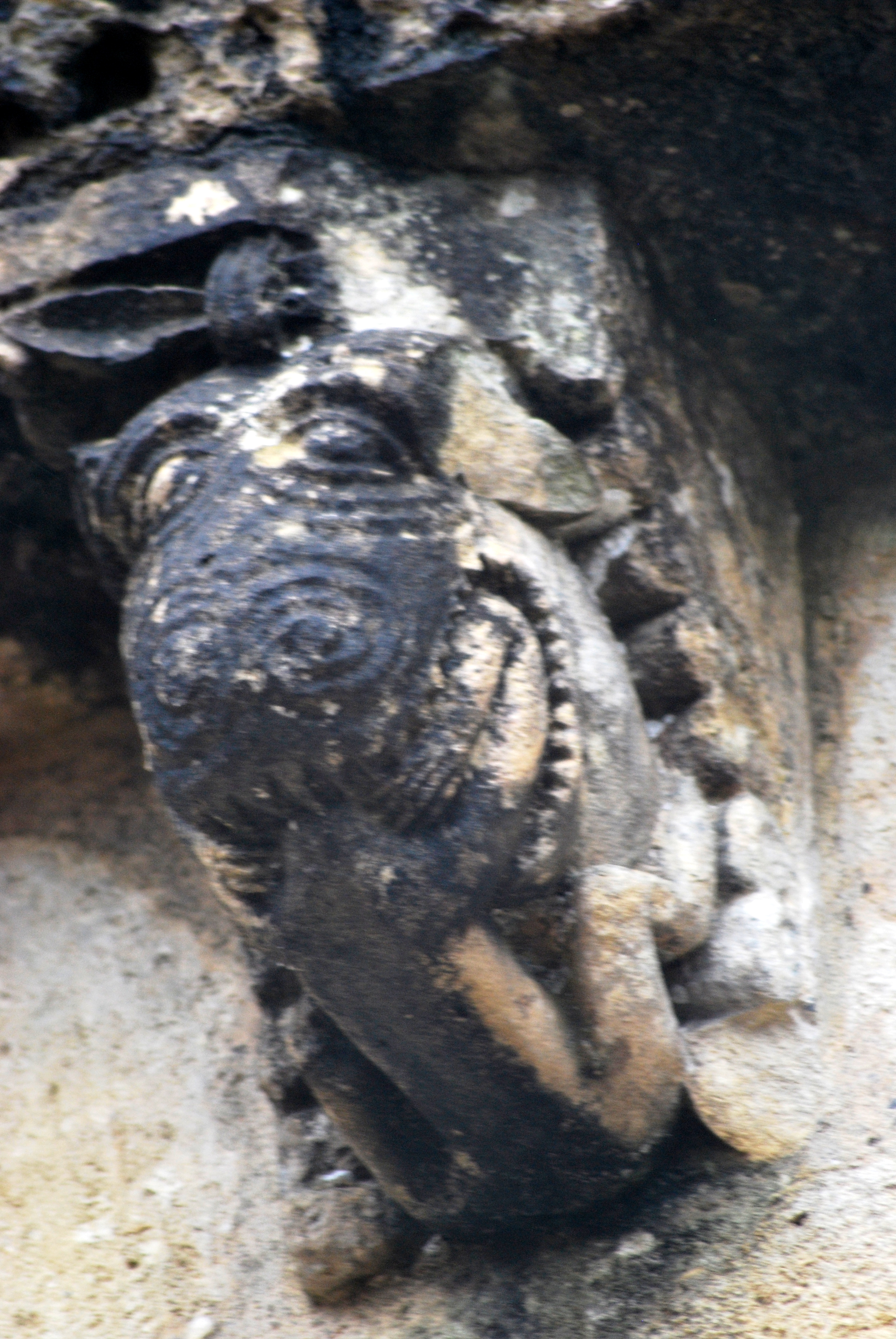
Monstre mangeant la tête d'un homme
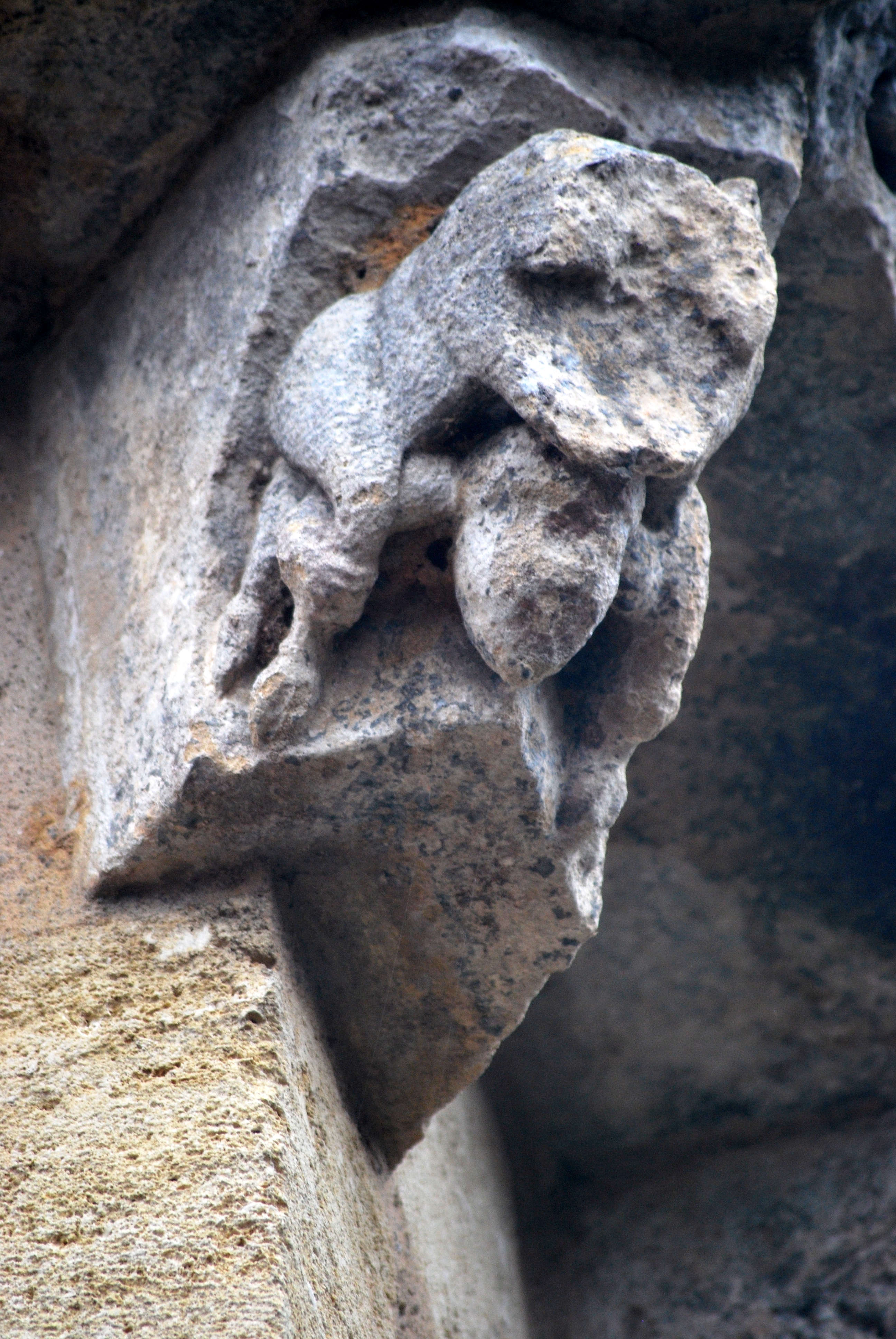
Homme portant un cochon
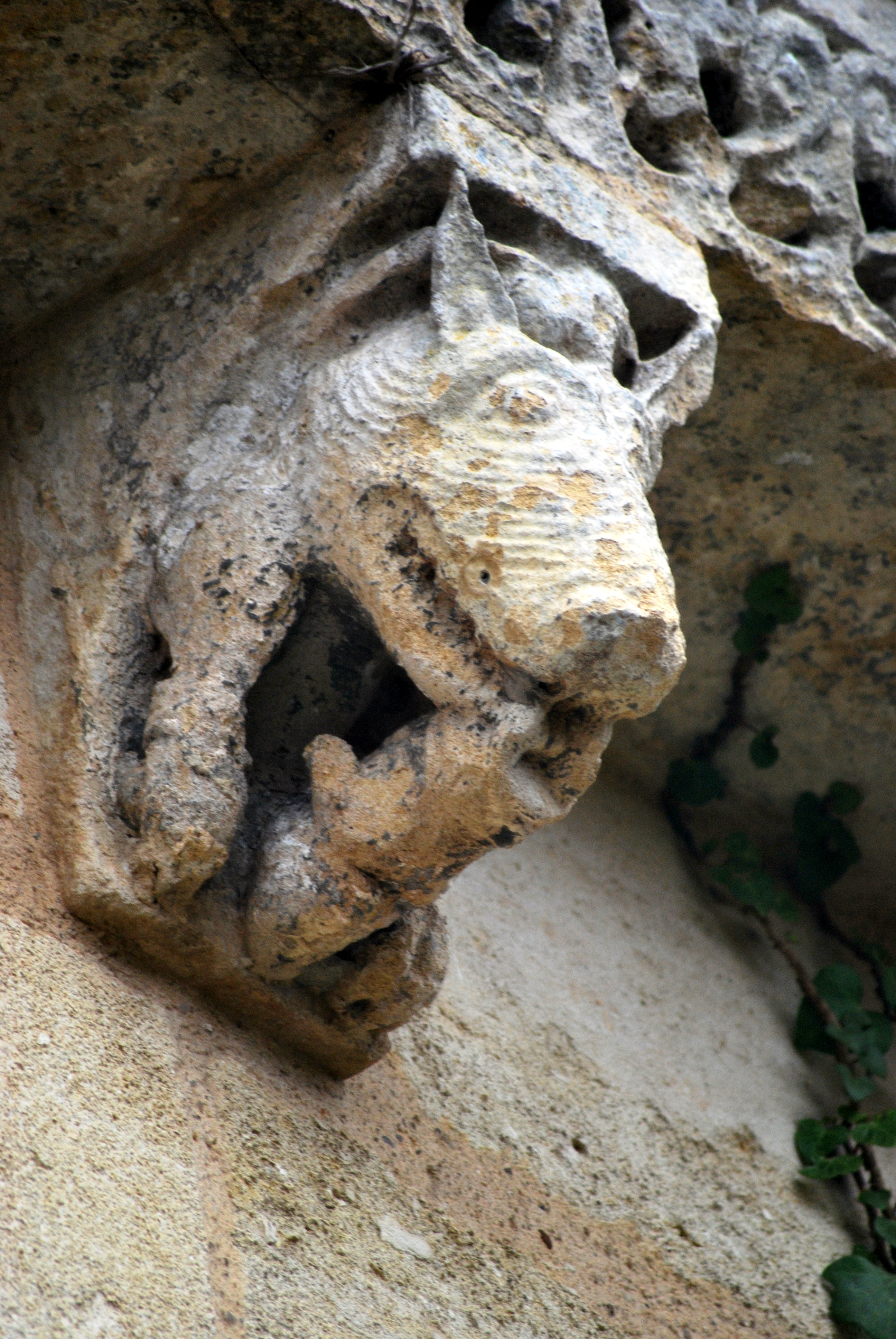
Loup
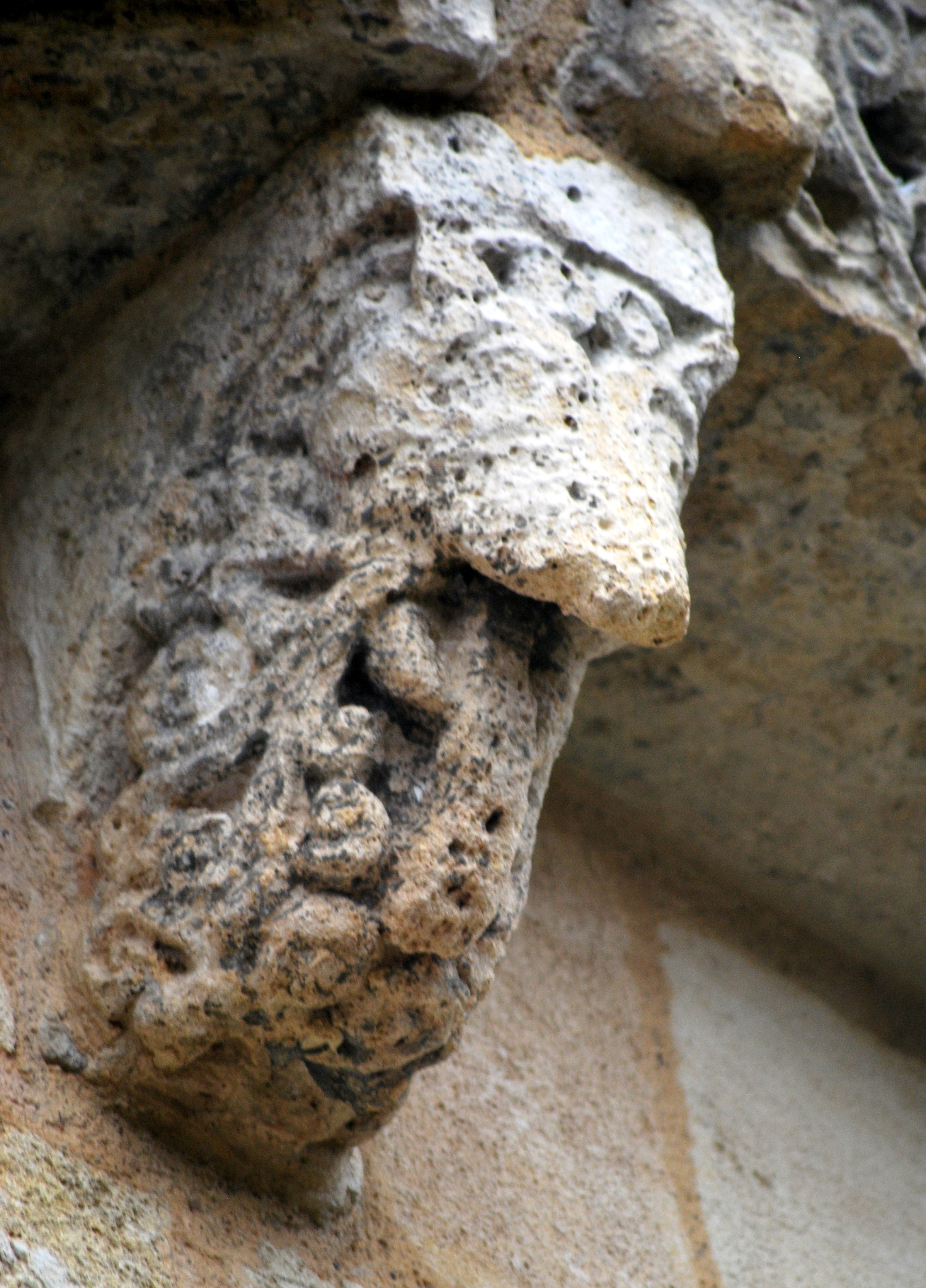
Cracheur de rinceaux

### L'intérieur
Les vitraux : 
Les vitraux de l'église sont l’œuvre du maître verrier bordelais Henri Feur (1837-1926) et datent de la restauration de 1886.
Le mobilier
- Les fonts baptismaux : ils ont été classés au titre d'objet le 30 novembre 1908[3]. Les fonts sont monolithes et portent un décor sculpté : 
  - sur la face principale Jésus portant un agneau est encadré par deux soleils, celui de gauche contient le sigle I.H.S. et celui de droite des signes représentant l'alpha et oméga.
  - Sur les deux côtés se trouvent des angelots.
  - La face arrière porte la date : 1637.
- Le tableau L'adoration des bergers est un cadeau fait par le roi Louis XVIII. Il s'agit d'une copie d'un œuvre du peintre José de Ribera. L'original, qui date de 1650, est conservé au musée du Louvre.

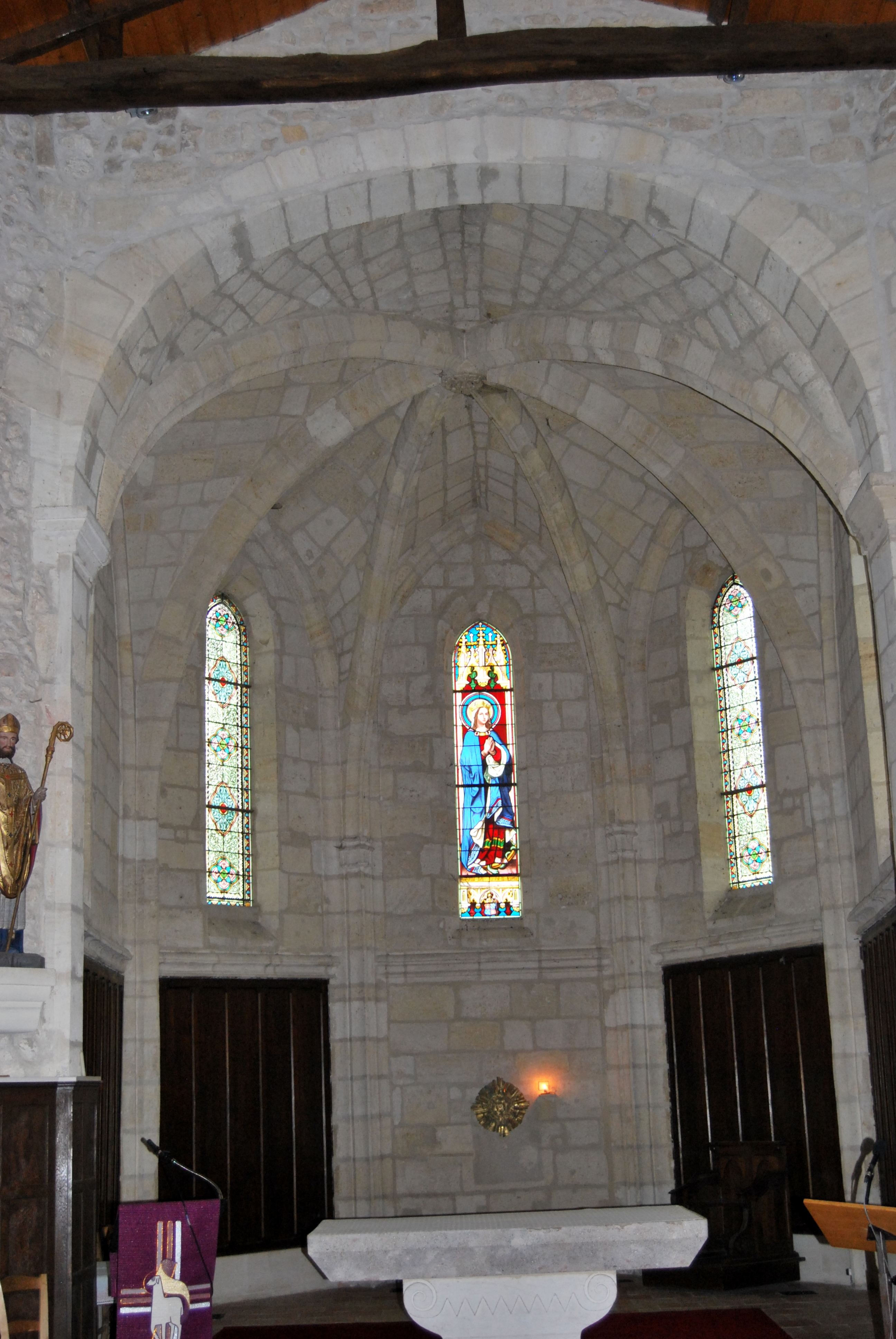
Le sanctuaire
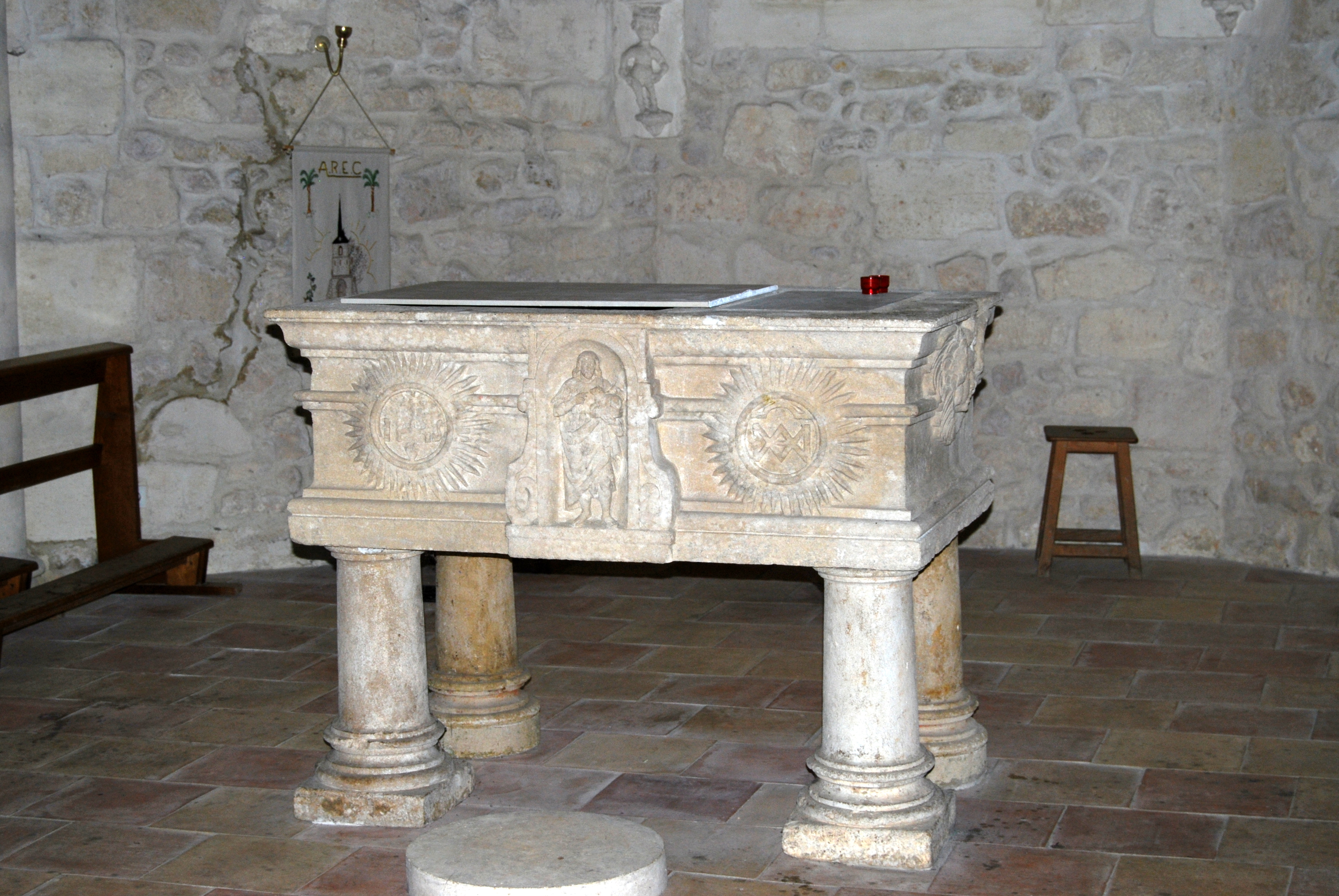
Fonts baptismaux Avant
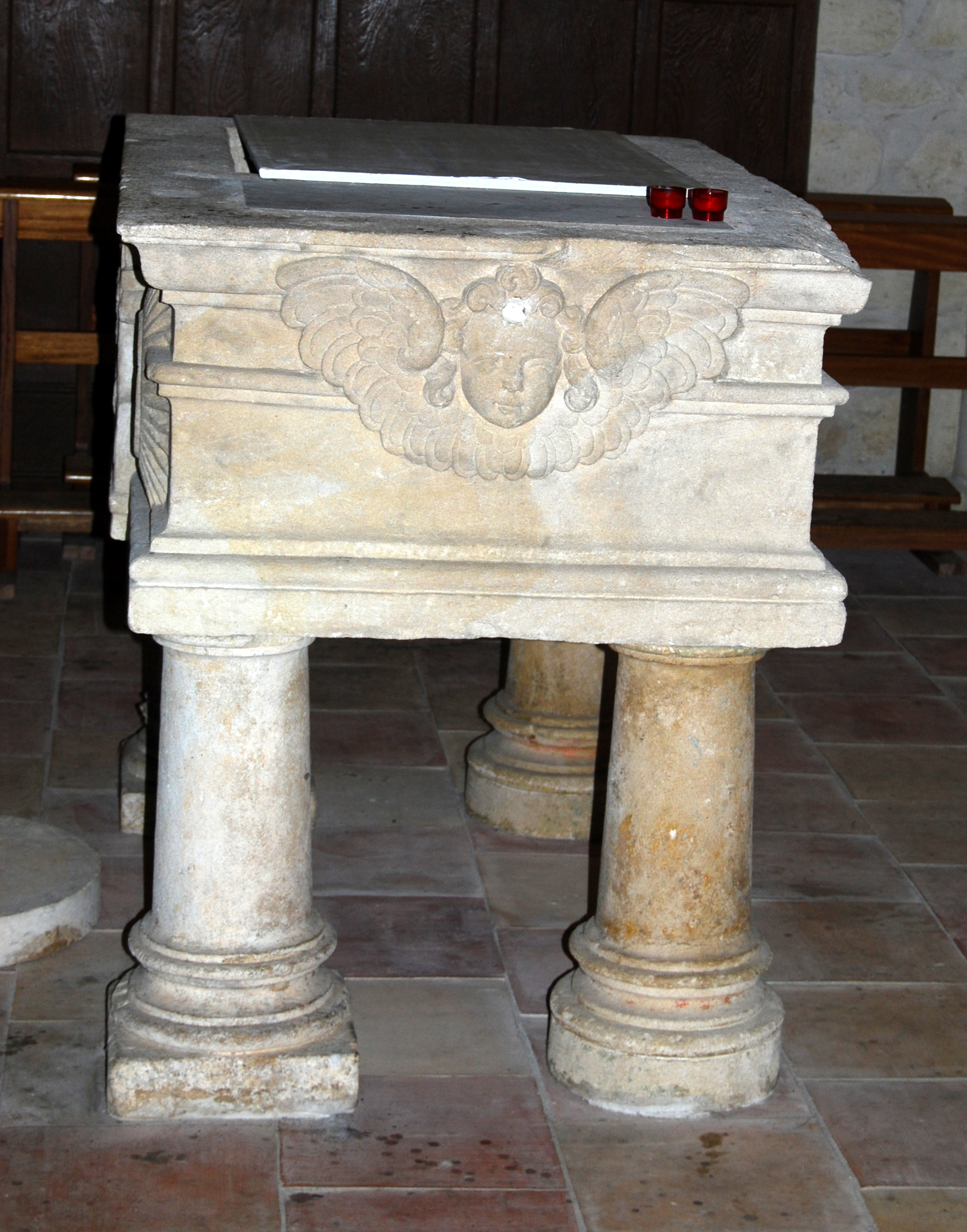
Fonts baptismaux Côté
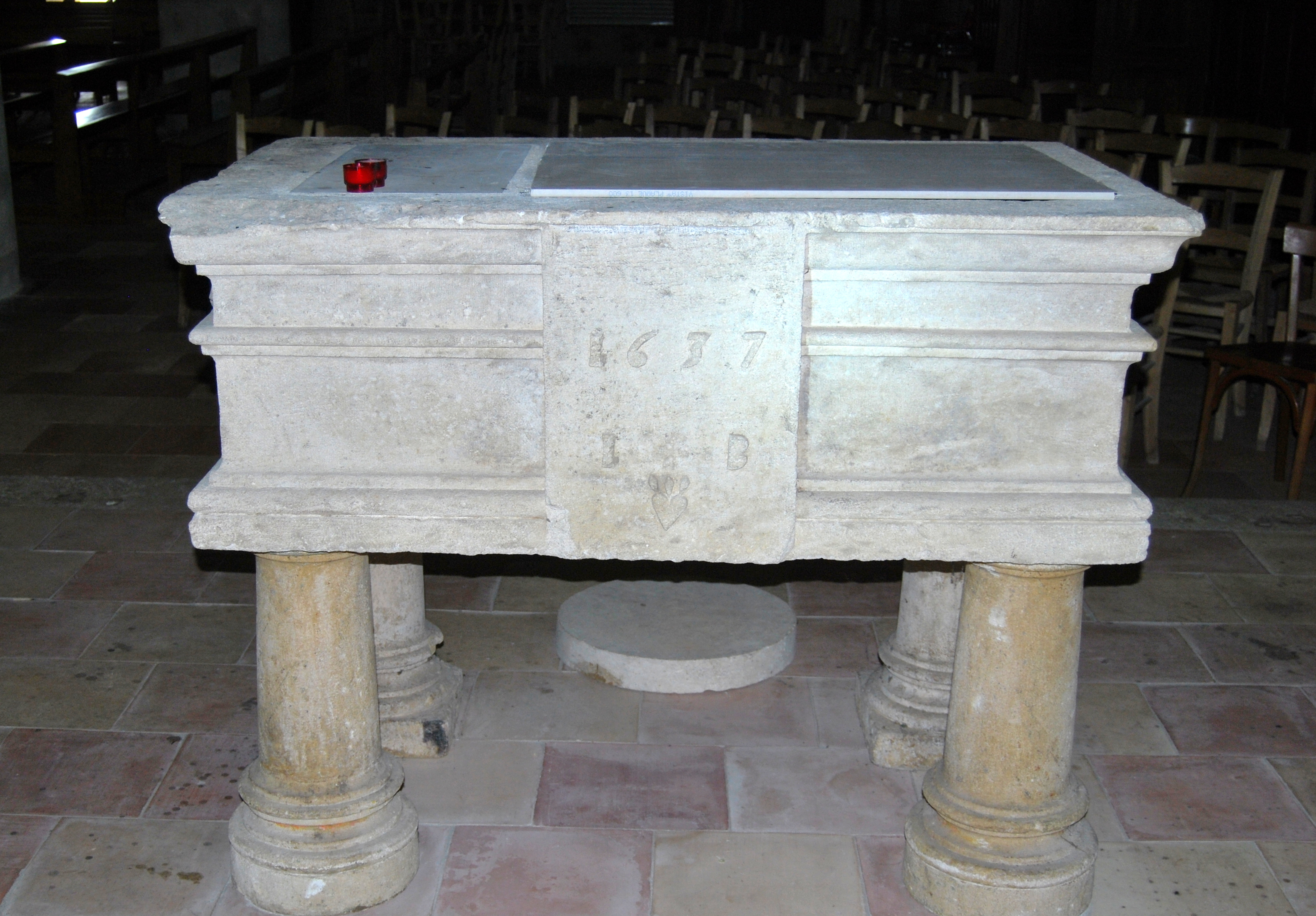
Fonts baptismaux Arrière
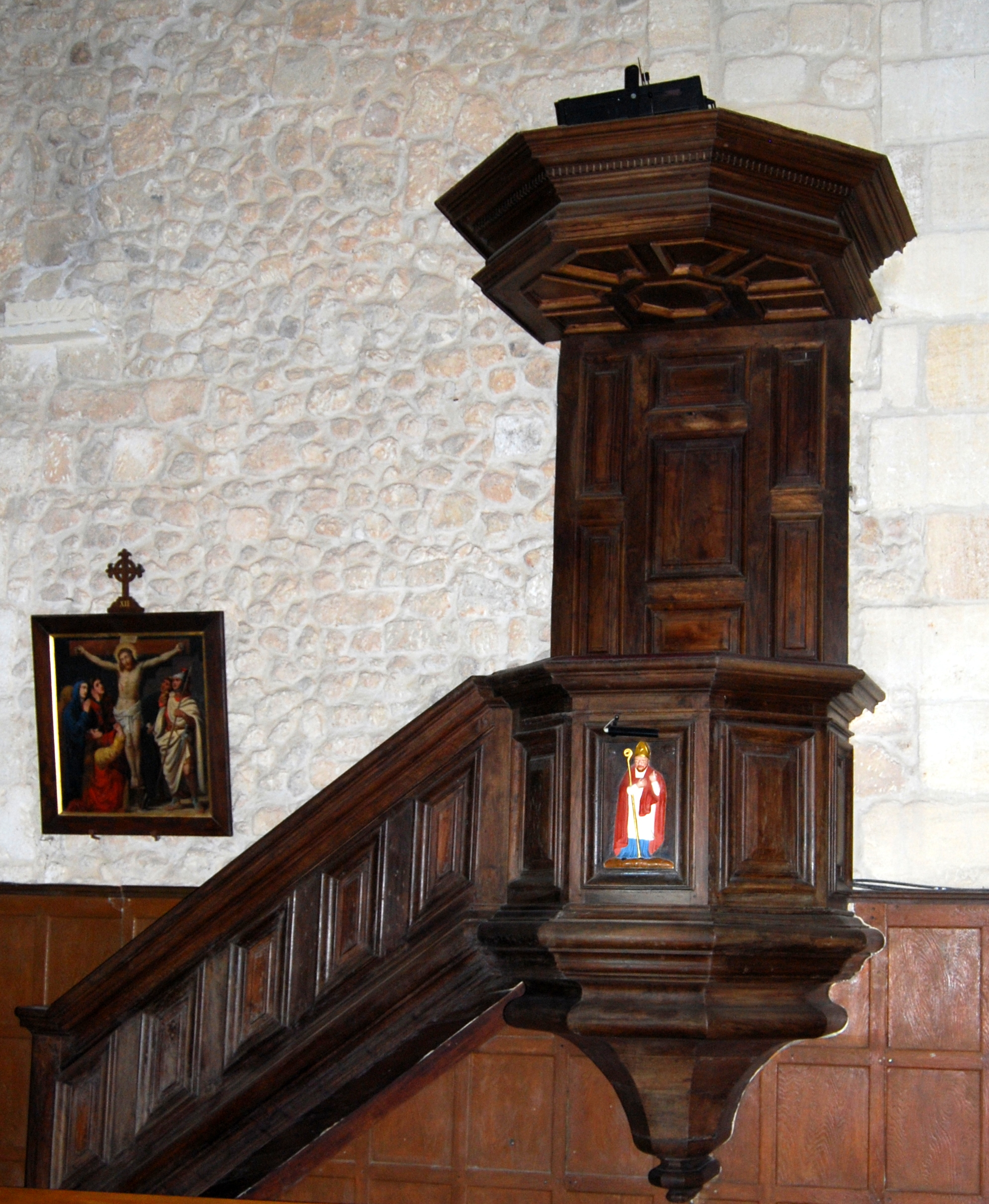
Chaire
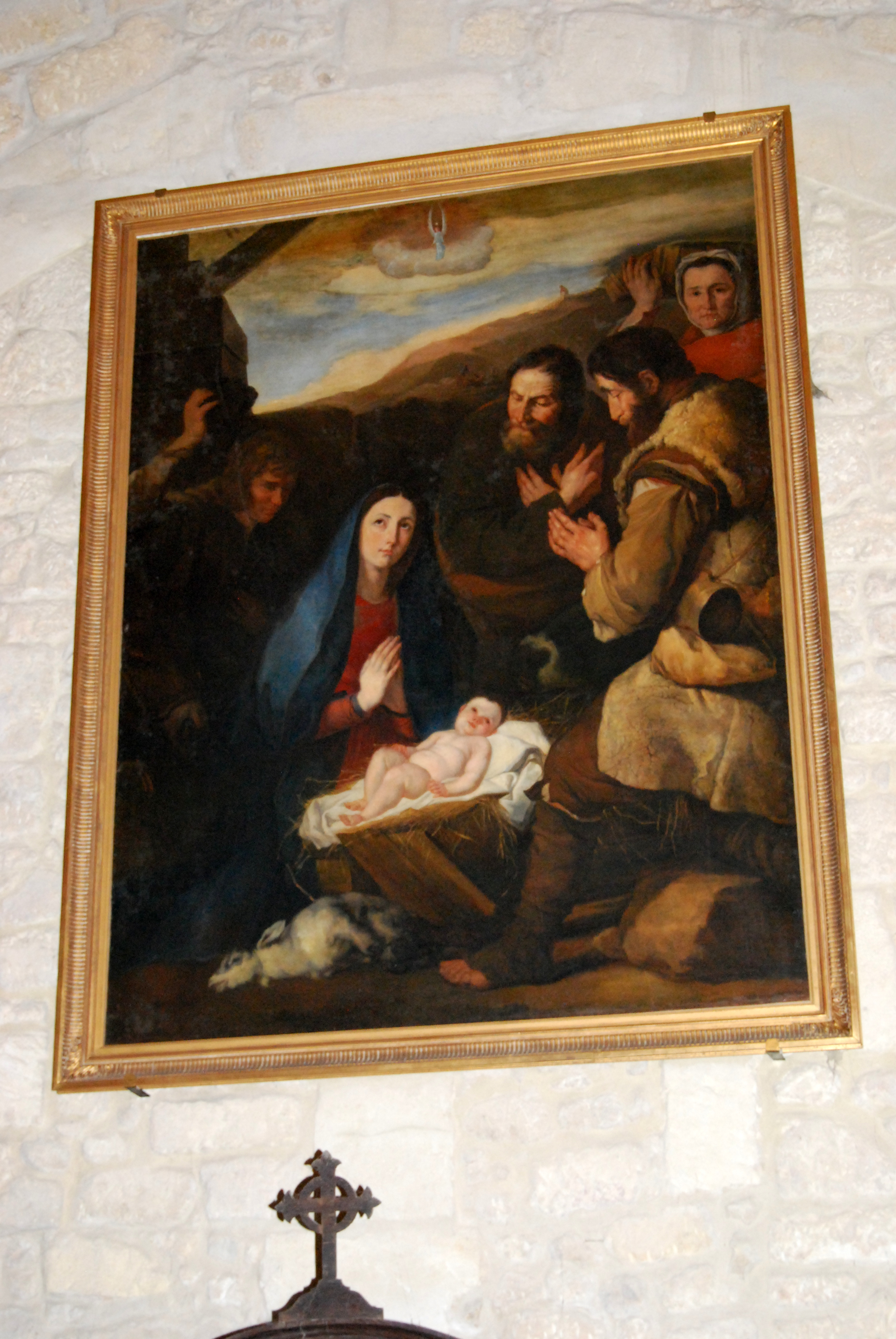
Adoration des bergers
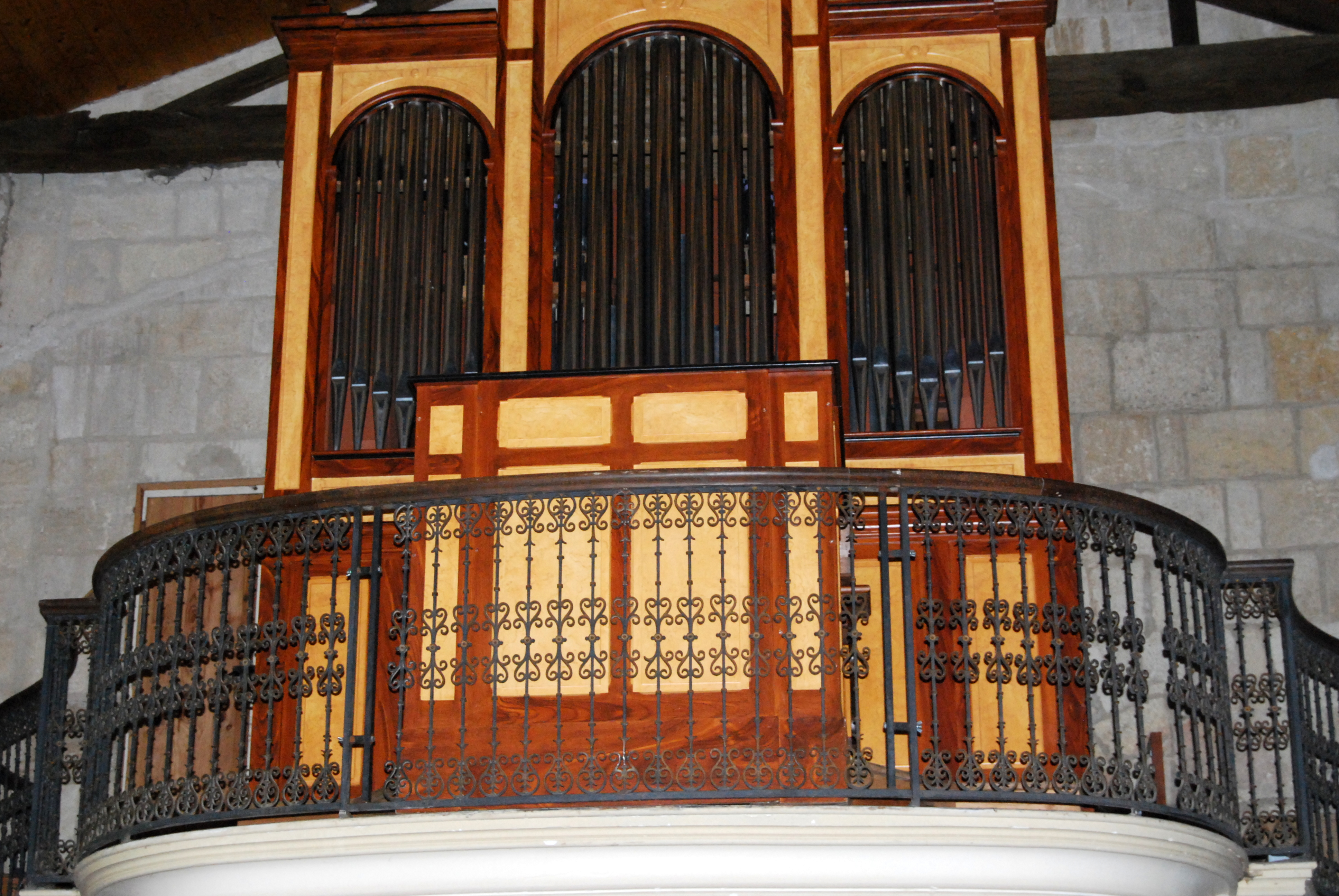
Orgue